# Osibisa
Osibisa — британський рок-гурт утворений 1969 року в Лондоні з ініціативи чорношкірих музикантів родом з Гани і Тунісу: Тедді Осі (Teddy Osei, 1.02.1937, Кумасі, Гана) — саксофон, перкусія; Мек Тонто (Мас Tontoh), 25.12.1940, Кунасі, Гана — труба, перкусія та Сол Амаріфо (Sol Amarifo), 22.09.1938, Туніс — ударні.
До переїзду до Лондона ці музиканти були досить відомими постатями на музичній сцені Аккри. Осі та Амаріфо грали в одному з найпопулярніших місцевих гуртів The Star Gazers, а пізніше утворили формацію The Comets і 1958 року записали чималим африканський хіт «Pete Pete». Тонто також входив до складу The Comets, а пізніше приєднався до The Uhuru Dance Band — одного з перших гуртів, який у своїй творчості поєднував звучання музики Гани з елементами джазу.
1962 року Осі перебрався до Лондона, щоб здобути музичну освіту, і жив за рахунок стипендії, яку отримав від уряду Гани. 1964 року він створив власний гурт Cat's Paw, звучання якого складалось з елементів африканської музики, року та соул. 1969 року, прагнучи розширити склад гурту справжніми африканськими музикантами, Осі переконав Тонто та Амаріфо переїхати до Лондона.
1970 року гурт змінив назву на Osibisa, а Осі також підшукав інших музикантів: Лауті Амао (Lasisi Amao) — бас, саксофон; Роберта Бейлі (Robert Bailey) — фортепіано, орган; Венделла Річардсона (Wendell Richardson) — вокал, гітара та Спартакуса Р (Spartacus R), справжнє ім'я якого Рой Бедео (Roy Bedeau) — бас, перкусія, які також були родом з Африки та Карибських островів.
Гурт швидко досяг успіху, а сингл 1970 року «Masic For Gong Gong» став чималим британським хітом (до Тор-10 пізніше потрапили ще твори «Sunshine Day», «Dance The Body Music» та «Cofee Song»). Дебютний альбом, що з'явився 1971 року, також прекрасно продавався. Без сумніву, причиною популярності цього лонгплея був час його появи на музичному ринку. У цей період рок-музика після другої молодості, яку вона пережила у 1960-х роках, перебувала у перехідному стані. На концерти приходила пасивна публіка, байдужа до танців. Диско-музика ще не встигла заявити про себе, тому цю нішу заповнила незвичайна музика Osibisa, у якій рок поєднувався з динамічними африканськими ритмами. Публіка не могла залишитись байдужою до такої музичної суміші, внаслідок чого про гурт Osibisa говорили майже всі, а альбоми формації можна було побачити у кожного британського студента. Проте найбільше вражали концертні виступи Osibisa, коли вони пропонували сценічне оформлення в африканському стилі, та прекрасне відчуття ритму, чого не можна було знайти в інших різновидах поп-музики того часу.
Другий і найкращий альбом у доробку формації — «Woyaya», як і дебютний лонгплей зайняв високу позицію у британському чарті, піднявшись до 11 місця. Подальша кар'єра гурту проходила у спробах підкорити топ-аркуші інших країн, і з цією метою використовувалися нескінченні гастрольні турне у другій половині 1970-х років. Наприклад, музиканти відвідали Японію, Індію, Австралію і, звичайно, Африку, всюди виступаючи у повних залах.
Однак до того часу після багатьох змін викристалізувався інший склад групи, хоча теж ненадовго. Новими співгрупниками Осі, Тонто, Амарфіо та Річардсона стали Кікі Гейн (Kiki Gyan) — клавішні, Майк Одумосу (Mike Odumosu) — бас та Кофі Ейвор (Kofi Ayivor) — ударні.
1977 року учасники Osibisa виступили в ролі зірок у Лагосі на імпрезі «Festac 77», а 1980 року взяли участь у спеціальному концерті, присвяченому незалежності Зімбабве. Проте у цей період популярність Osibisa сильно впала у Великій Британії та США, де музика диско затьмарила африканські ритми. Музиканти продовжували виступати та записувати альбоми, але коло їх прихильників поступово зменшувалося. З'явилися й організаційно-бізнесові проблеми. Після укладання першої угоди з фірмою «MCA» Osibisa кілька разів змінювала фірми, потрапивши врешті-решт під опіку «Bronze Records». Такі постійні зміни фірм були пов'язані з незадоволенням порядком, що панував у британському музичному бізнесі. Наприклад, кожна фірма намагалась примусити гурт змінити стиль на диско, щоб таким чином повернути Osibisa прихильність публіки. Музиканти були готові піти на деякі поступки, але вони мали свої межі.
У першій половині 1980-х років учасники гурту зосередили свою увагу на музичному ринку рідної Гани, де планували створити студію. Однак ці плани так і не довелось здійснити і на долю музикантів випала лише промоція молодих артистів з Африки.
1984 року Тонто утворив у Лондоні гурт, який виступав разом з музикантами з Гани: Крентсілом, Еріком Агіманом та Томасом Фремпонгом. Результатом цієї співпраці став альбом «Highlife Stars», який видала власна фірма гурту Osibisa — «Flying Elephant».
У другій половині 1980-х років Osibisa припинили свою спільну діяльність і виступали час від часу лише на ностальгійних концертах. Після виходу зі складу Osibisa Спартакус зв'язався з подібною формацією Jabula, а також дебютував як соліст. Річардсон деякий час співпрацював з учасниками гурту Free і теж записав сольний альбом.

## Дискографія
- 1971: Osibisa
- 1972: Woyaya
- 1972: Heads
- 1973: Superfly TNT (soundtrack)
- 1973: Happy Children
- 1974: Osibirock
- 1974: The Best Of Osibisa
- 1975: Welcome Home
- 1976: Ojah Awake
- 1977: Black Magic Night — Osibisa Live
- 1980: Mystic Energy
- 1983: Unleashed
- 1983: Celebration
- 1984: Live At The Marquee

### Spartacus R
- 1983: Third World War

### Венделл Річардсон
- 1973: Pieces Of Jigsaw